# Pepe & Fifi
Pepe & Fifi (en rumano, Pepe și Fifi) es una película dramática rumana de 1994 dirigida por Dan Pița. La película estuvo seleccionada como la entrada de Rumania para la Mejor Película Internacional en los 67.ª Premios de Academia, pero no fue nominado.

## Reparto
- Cristian Iacob como Pepe
- Irina Movila como Fifi